# Гріненко Андрій Юрійович
Андрі́й Ю́рійович Гріне́нко (25 лютого 1979, м. Переяслав, Київська область, УРСР) — підприємець, доктор економічних наук, фахівець у сфері енергетики. Співзасновник групи компаній Clear Energy, засновник компанії RSE s.r.o (Чехія), яка спеціалізується на автономних, децентралізованих енергетичних рішеннях. Один з лідерів автономної, відновлюваної та локальної енергетики в Україні та Європі. Колишній голова Бориспільської районної державної адміністрації (2013—2014).

## Життєпис
Народився 25 лютого 1979 року в Переяславі на Київщині. У 1996 році закінчив з відзнакою загальноосвітню школу № 1.
У 2000 році з відзнакою закінчив Київський національний економічний університет (спеціальність «Фінанси і кредит»). Додаткову освіту здобув у Київському національному аграрному університеті (спеціальність «Облік і аудит»).
У 2011 році захистив кандидатську дисертацію за спеціальністю "Гроші, фінанси і кредит. Доктор економічних наук. У 2021 захистив дисертацію за спеціальністю "Економічна безпека держави". Здобув науковий ступінь доктор економічних наук.

## Професійна діяльність
У 2000—2009 роках працював у фінансовому та комерційному секторах. З 2009 року — у структурах районних державних адміністрацій Київської області. У 2013 році очолив Бориспільську РДА.
З 2015 року — співзасновник і генеральний директор групи компаній Clear Energy, що реалізує масштабні проєкти у сферах біоенергетики (ТЕС на біомасі), сонячної та вітрової генерації, дегазації полігонів твердих побутових відходів (ТПВ), централізованого теплопостачання. Серед реалізованих проєктів — теплоелектростанція на деревній трісці в Корюківці (Чернігівська обл.), котельні центрального опалення в Житомирі, а також 15 станцій з дегазації сміттєвих полігонів по всій Україні.
У 2023 році заснував компанію RSE s.r.o. (Чехія), яка спеціалізується на виробництві автономних енергетичних рішень для громад, промислових підприємств і об'єктів критичної інфраструктури. Компанія виробляє когенераційні установки потужністю від 400 кВт до 4,5 МВт, промислові теплові помпи з турбокомпресорами на пропані та комплексні рішення «під ключ», готові до запуску за 7–10 днів. У 2024 році компанія поставила понад 200 МВт обладнання в 11 областей України, має виробничі потужності 400 котлів і 480 когенераційних установок на рік, співпрацює з такими підприємствами, як Farmak, МХП, Епіцентр, Укрзалізниця, Авангардко, UPC (UPG), KZS та Vatsak, і планує довести обсяг постачань до 300—400 МВт до кінця 2025 року.

## Громадська активність та міжнародна співпраця
Співпрацює з українськими та міжнародними партнерами для просування автономних енергетичних технологій, здатних забезпечити сталі рішення для критичної інфраструктури в умовах війни, кліматичних змін та енергетичних криз.

## Родина
Одружений, має трьох дітей.